# Batalha de Lipantitlán
A batalha de Lipantitlán foi um confronto entre o Exército Mexicano e revoltosos texanos, como parte da Revolução do Texas, ocorrido em 4 de novembro de 1835. O combate aconteceu na margem leste do Rio Nueces a três milhas da localidade de San Patricio, no atual estado do Texas, e em frente ao Forte Lipatintlán, que deu nome à batalha.
Após a vitória texana na Batalha de Goliad, restaram no Texas apenas duas guarnições mexicanas: Forte Lipantitlán, perto de San Patricio, e Misión Alamo, em San Antonio de Béxar. O comandante texano Philip Dimmitt temia que Lipantitlán pudesse ser usada como base para o exército mexicano retomar Goliad e, por isso, ordenou ao capitão Ira Westover que capturasse o forte.
Do lado mexicano, o comandante do Forte Lipantitlán, Nicolás Rodríguez, foi ordenado a assediar as tropas texanas em Goliad. Ele reuniu a maior parte de seus homens e partiu. As tropas inimigas não se cruzaram neste primeiro momento e os revoltosos chegaram antes a seu destino, San Patricio. Em 3 de novembro, um homem local convenceu a guarnição mexicana a se render, e no dia seguinte os texanos desmantelaram o forte.
Antes de chegar em Goliad, Rodríguez foi informado que o forte havia sido tomado e retornou. Mas em frente ao forte, houve o encontro dos mexicanos quando os texanos já deixavam o local e faziam a travessia do rio. Os soldados mexicanos atacaram, porém, os texanos, munidos de fuzis de maior alcance, rapidamente os forçaram a recuar. Um revoltoso foi ferido, 3 a 5 soldados mexicanos foram mortos e 14 a 17 foram feridos.
Os soldados mexicanos feridos foram autorizados a procurar tratamento médico em San Patricio, e os demais recuaram para Matamoros. Os texanos agora tinham total controle da costa do Golfo do Texas, o que significava que as tropas estacionadas em San Antonio de Béxar poderiam receber reforços e suprimentos apenas via terrestre. O historiador Bill Groneman acredita que isso contribuiu para eventual derrota mexicana no cerco de Béxar, no qual foram expulsas todas as tropas mexicanas do Texas. O antigo local do forte é agora um sítio histórico no Texas.

## Antecedentes
O Forte Lipantitlán foi construído sobre o terreno de um antigo assentamento ao longo da margem oeste do rio Nueces, na costa do Golfo do Texas. O local foi ocupado inicialmente por uma tribo nômade apache Lipan durante suas estadias periódicas. Depois que os apaches abandonaram a área, o acampamento era frequentemente usado por missionários, militares e comerciantes que faziam a rota entre povoados do México e do Texas. Em 1825 ou 1826, oficiais mexicanos construíram uma fortaleza improvisada no local, chamada depois de Lipantitlán pelos apaches Lipan. De acordo com o texano John J. Linn, o forte "era um simples amontoado de terra, envolto por um cercado para manter a sujeira no local, e teria respondido razoavelmente bem, talvez, por um chiqueiro de segunda categoria". O aterro era cercado por uma grande trincheira; próximas a esta havia cabanas de madeira para os funcionários e suas famílias.
Entre 80 e 125 soldados da 2ª Companhia de Cavalaria de Tamaulipas foram guarnecidos no forte. Eles coletavam impostos alfandegários e davam proteção a San Patricio, um pequeno povoado a cerca de 3 milhas (4,8 km) ao sul. Pequenas tropas foram alocadas em Copano Bay e Refugio, com uma força maior estacionada no Presidio La Bahía em Goliad.
Em 1835, federalistas de vários estados mexicanos se rebelaram contra o governo cada vez mais centralista do presidente mexicano Antonio López de Santa Anna. Os texanos encenaram uma pequena revolta contra os impostos cobrados em junho, e colonos preocupados logo começaram a formar milícias ostensivamente para proteger-se. Temendo que medidas duras fossem necessárias para acalmar a agitação, o presidente Santa Anna ordenou ao general Martín Perfecto de Cos que chefiasse uma grande força no Texas; Cos chegou ao Texas em 20 de setembro.
A Revolução do Texas começou oficialmente em 2 de outubro na Batalha de Gonzales. Em poucos dias, os revoltosos texanos tomaram Presidio La Bahía, situado em Goliad. Vinte mexicanos conseguiram escapar, se abrigaram por pouco tempo em Copano e Refugio e logo depois se juntaram a uma força maior no Forte Lipantitlán. Os soldados mexicanos em Lipantitlán começaram a melhorar as defesas da sua pequena fortaleza. Na condição de única guarnição remanescente da costa do Texas, o Forte Lipantitlán era uma ligação vital entre o interior do México e San Antonio, o centro político do Texas, que abrigava Cos e as únicas tropas mexicanas no Texas.
O Capitão Philip Dimmitt assumiu o comando dos texanos em Presidio La Bahía. Em uma carta ao general Stephen Fuller Austin datada de 15 de outubro, Dimmitt propõe um ataque ao Forte Lipantitlán, cuja captura teria como finalidade  "proteger a fronteira, oferecer uma posto vital para defesa, criar instabilidade entre os centralistas e encorajar federalistas mexicanos". A maioria dos federalistas em San Patricio temia represálias se desafiassem abertamente a política centralizadora de Santa Anna. Eles também foram relutantes em realizar eleições para delegados da Consultation, que iria decidir se os texanos lutariam pela restauração da Constituição de 1824 ou pela independência total do México. Soldados em Lipantitlán também prenderam dois dos homens de Dimmitt, John Williams e John Toole, que tentavam entregar missivas aos líderes federalistas em San Patricio em 10 e 11 de outubro. Dimmitt esperava libertar estes homens após a captura do Forte Lipantitlán.
Em 20 de outubro, James Power, um empresario na área de San Patricio, soube que os soldados de Lipantitlán tinham sido ordenados a retomar Presidio La Bahia. Duzentos cavaleiros eram esperados para reforçar a guarnição Lipantitlán antes do ataque, com um adicional de 200 a 300 soldados esperados mais tarde. Embora Dimmitt tenha repassado essa informação para o General Austin, não lhe foi dada autorização para atacar. O atraso custou caro para Williams e Toole, que foram levados para o interior do México, além do alcance da texanos. De acordo com a carta furiosa de Dimmitt para Austin, Toole implorou para que seus captores o matassem, em vez de enviá-lo em marcha, que ele acreditava que resultaria na sua morte. Dimmitt concluiu; "esta notícia, depois da clemência mostrada com os prisioneiros aqui, não poderia deixar de criar uma emoção forte e reavivada. Os homens sob o meu comando clamam por retaliação".

## Prelúdio

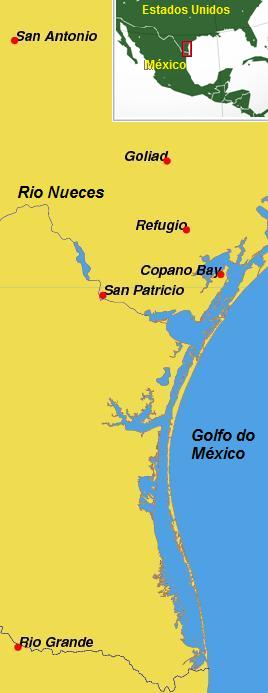
O Forte Lipantitlán localizava-se às margens do rio Nueces, próximo da cidade de San Patricio. Que, por sua vez, dista 97 km de Goliad e 210 km do rio Grande, atual fronteira do Texas com o México.

O furor sobre a remoção de Williams e Toole provavelmente levou Dimmitt a tomar providências por suas próprias mãos. Em 31 de outubro, ele enviou um membro de sua equipe, Adjutant Ira Westover, para pegar 35 homens para atacar o Forte Lipantitlán. O auto-nomeado Comitê Consultivo - John J. Linn, Major Kerr e Power - seguia junto. Os três conselheiros tinham sido eleitos para a Consultation, mas atrasaram a sua partida para que pudessem participar no combate.
Ao invés de se dirigir diretamente a sudoeste para a fortaleza, Westover viajou a sudeste de Refugio. Esta rota alternativa provavelmente teve a intenção de sugerir ao inimigo que a expedição partiu de Copano Bay. Um número desconhecido de homens se juntou à expedição em Refugio; o historiador Craig Roell acredita que a expedição cresceu em pelo menos 20 homens, e o historiador Bill Groneman estima que a força de Westover era de 60 a 70 homens quando chegou a San Patricio.
Entretanto, o comandante da guarnição em Forte Lipantitlán, o Capitão Nicolás Rodríguez, recebeu ordens para perseguir os texanos no Presidio La Bahía. Em 31 de outubro, à medida que Rodríguez e seus homens se aproximavam de Goliad, eles souberam que uma força texana tinha deixado o forte mais cedo naquele dia. Os soldados mexicanos logo refizeram sua rota. Eles não encontraram nenhum soldado texano durante a sua marcha e chegaram à fortaleza em 1 de novembro sem serem molestados. Incerto sobre o que o que os insurrectos pretendiam fazer, Rodríguez e grande parte de sua guarnição (cerca de 80 homens), voltaram para Goliad para tentar interceptar os texanos. Entre 21 e 27 soldados, armados com dois canhões, permaneceram para defender a fortaleza.

## Batalha
Rodríguez esperava que os texanos tomassem um caminho direto, por isso seus homens patrulharam as fronteiras ao norte do forte. Os homens de Westover, no entanto, se aproximaram pelo leste, confundindo as patrulhas mexicanas. A cinco milhas (8 km) de San Patricio, Westover recebeu a notícia de que Rodríguez estava à caça dos texanos. Ele obrigou os homens a acelerar o ritmo da marcha, e chegaram a San Patricio 30 minutos após o pôr do sol de 3 de novembro. Westover posicionou dois pequenos grupos de homens para proteger a travessia do rio Nueces, a cerca de 64 metros do forte. E enquanto o restante dos texanos preparava um assalto na madrugada, dois moradores de San Patricio vagavam pelo acampamento. Westover prendeu um deles, James O'Riley, por "ajudar e informar o inimigo". Em troca de sua liberdade, O'Riley ofereceu-se para convencer a guarnição mexicana a se render. Os historiadores não têm registros sobre quais os métodos utilizados por O'Riley, mas, às 11 horas da noite, os soldados mexicanos se renderam sem disparar um tiro. Eles foram liberados imediatamente, desde que prometessem não lutar novamente durante a Revolução do Texas. Os texanos capturaram dois canhões de 4 libras (1,8 kg), 18 espingardas, e 3 a 4 libras (1,4 a 1,8 kg) de pólvora. Eles também libertaram vários texanos que haviam sido feitos prisioneiros no forte.
No dia seguinte, os texanos incendiaram as cabanas de madeira ao lado do forte e desmantelaram os aterros. Por volta das três horas da tarde, eles reuniram 14 cavalos e se preparavam para levar os canhões de volta a Goliad. Nesse meio tempo, Rodriguez já havia percorrido quase todo o caminho para Goliad. Mas antes de chegar ao Presidio La Bahía, um de seus espiões trouxe a notícia de que os texanos haviam tomado o Forte Lipantitlán. Rodriguez e seus homens, incluindo 10 colonos de San Patricio, marcharam de volta em direção ao forte, chegando lá cerca de quatro horas da tarde.
Os texanos usaram uma pequena embarcação para o transporte dos homens através do Rio Nueces, e quando os soldados mexicanos foram avistados apenas metade do contingente texano havia atravessado para a margem leste do rio. Ao serem atacados pelos soldados mexicanos, os texanos se abrigaram entre as árvores. A vegetação impedia a aproximação da cavalaria, então os homens de Rodriguez desmontaram dos cavalos e tentaram o ataque de ambos os lados. Os rifles texanos tinha um alcance muito maior que os mosquetes Brown Bess dos mexicanos - 70 jardas (64 m) destes, contra 200 jardas (180 m) daqueles. Após trinta minutos de combate, os mexicanos se retiraram, deixando para trás oito cavalos e vários feridos. O único texano ferido foi o tenente William Bracken, que perdeu três dedos. O soldado texano A. J. Jones escreveu mais tarde para Fannin que três mexicanos morreram e 14 ficaram feridos, embora o historiador Stephen Hardin acredita que esse número teria sido de cinco mortos e 17 feridos. A carta de Jones menciona ainda que três dos feridos foram o alcaide, o juiz e o xerife de San Patricio.

## Consequências
Sem animais de tração, os texanos não tinham nenhum meio eficaz para transportar a artilharia. Quando a noite se aproximava, uma chuva fria começou a cair, desencorajando os homens. Westover, Kerr, Linn e Power concordaram em jogar a artilharia no rio, em vez de continuar a lutar com ela. Os texanos também descartaram os caches de munição e mosquetes capturados no rio; na opinião deles, os suprimentos eram inúteis.
A maioria dos texanos passou a noite em San Patricio, abrigados pelos simpáticos habitantes locais. Os soldados mexicanos acamparam ao ar livre perto do local da batalha. Ao amanhecer, Westover concordou em permitir que os soldados feridos do México fossem transportados a San Patricio para receberem tratamento. No dia seguinte, um dos soldados feridos, o tenente mexicano Marcellino Garcia, morreu. Garcia era amigo pessoal de Linn, e os texanos deram-lhe um enterro com honras.
Westover enviou um mensageiro a Rodriguez com o pedido de "mais um encontro cordial". Rodriguez recusou a oferta e se retirou para Matamoros com os seus homens remanescentes. Com a sua partida, restou apenas um grupo de soldados mexicanos no Texas, aqueles sob o comando do General Cos em Béxar. Os texanos agora controlavam a costa do golfo, e, portanto, toda a comunicação entre o general Cos e o interior do México tinha que ser transferida por terra. A longa distância resultava num grande atraso na entrega na entrega de mensagens e recebimento de suprimentos e reforços. De acordo com Groneman, isso provavelmente contribuiu para a derrota de Cos no cerco de Béxar, episódio no qual foram expulsos os últimos soldados mexicanos no Texas.
Em seu retorno a Goliad, o grupo de Westover encontrou Agustín Viesca, o governador recém-deposto do estado de Coahuila y Tejas. Vários meses antes, Viesca tinha sido preso pelo exército mexicano por ter desafiado as tentativas de Santa Anna de dissolver o legislativo estadual. Ele e os membros de seu gabinete tinham sido libertados por soldados aliados e imediatamente viajaram para o Texas para recriar o governo estadual. Westover e seus homens providenciaram uma escolta militar para Goliad, chegando em 12 de novembro. Dimmitt acolheu Viesca, mas se recusou a reconhecer sua autoridade como governador. Isso causou um alvoroço na guarnição, muitos apoiaram o governador, enquanto outros acreditavam que o Texas deveria ser um país independente e, portanto, não reconheciam o governador mexicano.
Dimmitt mais tarde criticou Westover por não seguir as ordens durante a expedição. Westover se recusou a fazer um relatório oficial a Dimmitt. Em vez disso, ele enviou um relatório escrito a Sam Houston, o comandante-em-chefe do exército regular. Houston elogiou "a coragem e a conduta dos oficiais e homens que têm tão generosamente se absolvido no caso e por isso merecidamente ganham reputação para si e para glória do seu país". Este foi o primeiro conflito armado desde a luta na Batalha de Goliad, segundo o historiador Hobart Huson, e a vitória "renovou o moral do povo". Notícias sobre a batalha se espalharam nos Estados Unidos, e os texanos foram amplamente elogiados nos jornais americanos.
A remoção da fiscalização do exército mexicano incentivou federalistas em San Patricio. Estes homens logo ganharam o controle do governo municipal, formaram uma milícia, e elegeram delegados para representá-los na Consultation. No entanto, a cidade ficou dividida, muitos ainda apoiavam o governo centralista do México. Depois de alcançar Matamoros, Rodriguez enviou uma carta aos líderes da cidade. A carta alertava que o exército mexicano iria retomar a cidade e encorajava o povo de San Patricio a repudiar a rebelião. Um dos federalistas em San Patricio escreveu mais tarde a Dimmitt: "Não temos nem homens nem meios para suportar toda a força que pode ser enviada contra nós". Os texanos optaram por não deixar homens da guarnição em San Patricio ou em suas redondezas. Em 1836, na invasão do Texas por Santa Anna, o General José de Urrea levou as forças mexicanas ao longo da costa do Texas e retomou San Patricio em 27 de fevereiro.
Em 1937, o terreno que compreende o antigo local do Forte Lipantitlán foi doado para o estado do Texas. O Texas Parks and Wildlife Department ganhou o controle sobre o local em 1949. Agora chamado de Lipantitlan State Historic Site, o parque abrange cinco acres no condado de Nueces. Um marco de pedra indica o local do antigo forte.